# غوردون لوف
غوردون لوف (بالفرنسية: Gordon Love)‏ هو مجدف فرنسي، (ولد في باريس في فرنسا 1873  م).

## وصلات خارجية
- غوردون لوف على موقع الاتحاد الدولي للتجديف (الإنجليزية)
- غوردون لوف على موقع أوليمبيديا (الإنجليزية)